# Metabotropni glutamatni receptor 7
Metabotropni glutamatni receptor 7 je protein koji je kod ljudi kodiran  genom.

## Funkcija
L-glutamat je jedan od glavnih ekscitatornih neurotransmitera u centralnom nervnom sistemu. On aktivira jonotropne i metabotropne glutamatne receptore. Glutamatergična neurotransmisija učestvuje u većini aspekata normalih moždanih funkcija i njena perturbacija se javlja kod mnogih neuropatoloških oboljenja. Metabotropni glutamatni receptori su familija G protein spregnutih receptora, koja se deli u tri grupe na osnovu homologije sekvenci, mehanizama prenosa signala, i farmakoloških svojstava. Grupa I obuhvata GRM1 i GRM5. Ti receptori aktiviraju fosfolipazu C. Grupa II obuhvata  i , dok grupa III obuhvata , , GRM7 i . Receptori grupe II i III su povezani inhibicijom kaskade cikličnog AMP-a ali se razlikuju u njihovim selektivnostima za agoniste.

## Ligandi

### Agonisti
- : alosterni agonist;[4][5] indukuje brzu internalizaciju;[6] non-glutamatergic binding component[5]

### Antagonisti
- : alosterni antagonist/inverzni agonist[7]

## Interakcije
Metabotropni glutamatni receptor 7 formira interakcije sa PICK1.

## Literatura
- Scherer SW; Duvoisin RM; Kuhn R;  . (1997). „Localization of two metabotropic glutamate receptor genes, GRM3 and GRM8, to human chromosome 7q”. Genomics. 31 (2): 230—3. PMID 8824806. doi:10.1006/geno.1996.0036.
- Flor PJ; Van Der Putten H; Rüegg D;  . (1997). „A novel splice variant of a metabotropic glutamate receptor, human mGluR7b”. Neuropharmacology. 36 (2): 153—9. PMID 9144652. doi:10.1016/S0028-3908(96)00176-1.
- Wu S; Wright RA; Rockey PK;  . (1998). „Group III human metabotropic glutamate receptors 4, 7 and 8: molecular cloning, functional expression, and comparison of pharmacological properties in RGT cells”. Brain Res. Mol. Brain Res. 53 (1–2): 88—97. PMID 9473604. doi:10.1016/S0169-328X(97)00277-5.
- Nakajima Y, Yamamoto T, Nakayama T, Nakanishi S (1999). „A relationship between protein kinase C phosphorylation and calmodulin binding to the metabotropic glutamate receptor subtype 7”. J. Biol. Chem. 274 (39): 27573—7. PMID 10488094. doi:10.1074/jbc.274.39.27573.
- O'Connor V; El Far O; Bofill-Cardona E;  . (1999). „Calmodulin dependence of presynaptic metabotropic glutamate receptor signaling”. Science. 286 (5442): 1180—4. PMID 10550060. doi:10.1126/science.286.5442.1180.
- Barbon A, Ferraboli S, Barlati S (2000). „Assignment of the human metabotropic glutamate receptor gene GRM7 to chromosome 3p26.1→p25.2 by radiation hybrid mapping”. Cytogenet. Cell Genet. 88 (3–4): 288. PMID 10828612. doi:10.1159/000015541.
- Dev KK; Nakajima Y; Kitano J;  . (2001). „PICK1 interacts with and regulates PKC phosphorylation of mGLUR7”. J. Neurosci. 20 (19): 7252—7. PMID 11007882.
- Bolonna AA; Kerwin RW; Munro J;  . (2001). „Polymorphisms in the genes for mGluR types 7 and 8: association studies with schizophrenia”. Schizophr. Res. 47 (1): 99—103. PMID 11163549. doi:10.1016/S0920-9964(99)00235-2.
- Hirbec H; Perestenko O; Nishimune A;  . (2002). „The PDZ proteins PICK1, GRIP, and syntenin bind multiple glutamate receptor subtypes. Analysis of PDZ binding motifs”. J. Biol. Chem. 277 (18): 15221—4. PMID 11891216. doi:10.1074/jbc.C200112200.
- Enz R (2002). „The actin-binding protein Filamin-A interacts with the metabotropic glutamate receptor type 7”. FEBS Lett. 514 (2–3): 184—8. PMID 11943148. doi:10.1016/S0014-5793(02)02361-X.
- Saugstad JA; Yang S; Pohl J;  . (2002). „Interaction between metabotropic glutamate receptor 7 and alpha tubulin”. J. Neurochem. 80 (6): 980—8. PMC 2925652 . PMID 11953448. doi:10.1046/j.0022-3042.2002.00778.x.
- Schulz HL, Stohr H, Weber BH (2002). „Characterization of three novel isoforms of the metabotrobic glutamate receptor 7 (GRM7)”. Neurosci. Lett. 326 (1): 37—40. PMID 12052533. doi:10.1016/S0304-3940(02)00306-3.
- Ota T; Suzuki Y; Nishikawa T;  . (2004). „Complete sequencing and characterization of 21,243 full-length human cDNAs”. Nat. Genet. 36 (1): 40—5. PMID 14702039. doi:10.1038/ng1285.
- Kobayashi Y; Akiyoshi J; Kanehisa M;  . (2007). „Lack of polymorphism in genes encoding mGluR 7, mGluR 8, GABA(A) receptor alfa-6 subunit and nociceptin/orphanin FQ receptor and panic disorder”. Psychiatr. Genet. 17 (1): 9. PMID 17167337. doi:10.1097/YPG.0b013e32801118bc.

## Spoljašnje veze
- „Metabotropic Glutamate Receptors: mGlu7”. IUPHAR Database of Receptors and Ion Channels. International Union of Basic and Clinical Pharmacology. Архивирано из оригинала 03. 03. 2016. г.